# خوسيه لويس لوبيز راميريز
خوسيه لويس لوبيز راميريز (بالإسبانية: José Luis López Ramírez)‏ (31 مارس 1981 في كوستاريكا - ) هو لاعب كرة قدم كوستاريكي في مركز الوسط، شارك في الألعاب الأولمبية الصيفية 2004. وشارك مع منتخب كوستاريكا تحت 20 سنة لكرة القدم ومنتخب كوستاريكا تحت 23 سنة لكرة القدم ومنتخب كوستاريكا لكرة القدم. أما مع النوادي، فقد لعب مع ديبورتيفو سابريسا ونادي داليان شيده ونادي ملبورن فيكتوري وC.S. Uruguay de Coronado ‏ وBelén F.C. ‏ ونادي هيريديانو.

## وصلات خارجية
- خوسيه لويس لوبيز راميريز على موقع الاتحاد الدولي (مؤرشف)  (الإنجليزية)
- خوسيه لويس لوبيز راميريز على موقع قاعدة بيانات كرة القدم.إي يو (الإنجليزية)
- خوسيه لويس لوبيز راميريز على موقع ناشيونال فوتبول تيمز (الإنجليزية)
- خوسيه لويس لوبيز راميريز على موقع أوليمبيديا (الإنجليزية)